# گورنگه مجورووو
گورنگه مجورووو (به صربی: Gornje Međurovo) یک منطقهٔ مسکونی در صربستان است که در نیش واقع شده‌است.